# 阿尔马登德拉普拉塔
阿尔马登德拉普拉塔，是西班牙安达卢西亚自治区塞维利亚省的一个市镇。 总面积256平方公里，总人口1657人（2001年），人口密度6人/平方公里。